# فيولا ويلز
فيولا ويلز (بالإنجليزية: Viola Wills)‏ هي كاتبة غنائية ومغنية أمريكية، ولدت في 30 ديسمبر 1939 في Watts, Los Angeles ‏ في الولايات المتحدة، وتوفيت في 6 مايو 2009 في فينيكس في الولايات المتحدة بسبب سرطان.

## وصلات خارجية
- الموقع الرسمي
- فيولا ويلز على موقع IMDb (الإنجليزية)
- فيولا ويلز على موقع ميوزك برينز (الإنجليزية)
- فيولا ويلز على موقع أول ميوزيك (الإنجليزية)
- فيولا ويلز على موقع ديسكوغز (الإنجليزية)